# Tachistoscope

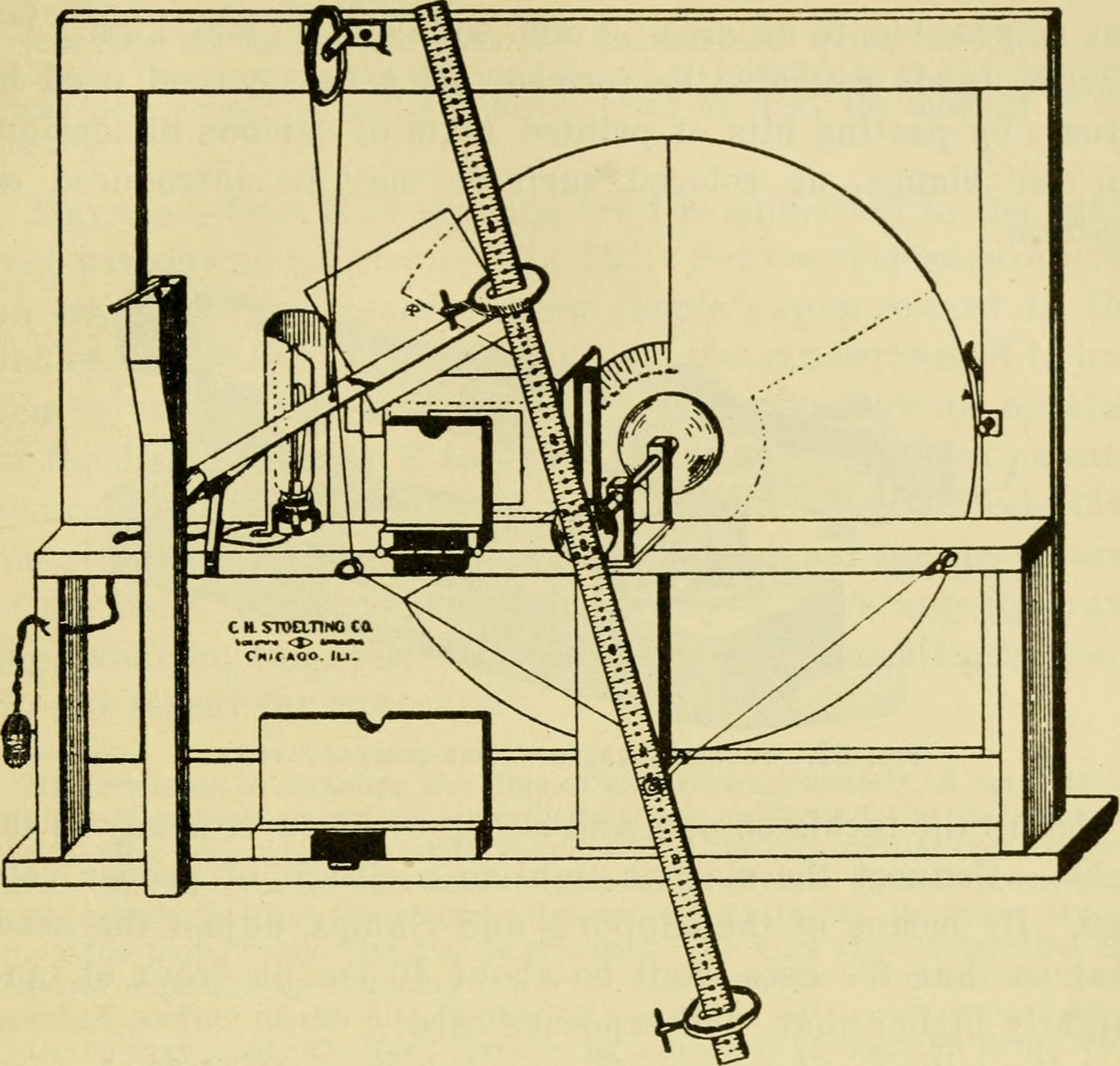
Tachistoscope (1921)

Un tachistoscope (du grec ancien ταχύς / takhýs = rapide) est un appareil permettant la présentation ultra rapide (de l'ordre de la milliseconde) d'un stimulus à un seul hémichamp visuel à la fois.

## Description
Cet équipement permet de contrôler finement les paramètres de la présentation visuelle des stimuli en temps et en intensité.
Il a été conçu pour permettre de mesurer le champ visuel pendant un temps très court. Il est également utilisé pour vérifier l'exactitude de la perception et pour l'étude de son apprentissage. Le tachistoscope est une boîte présentant des stimuli visuels durant un temps et à un niveau d’illumination déterminé. Dans son Intraductibilité et média-transposition,  Friedrich A. Kittler associe le tachistoscope à « une économie de la rareté des signes [qui] prend la relève du marché universel ».
Il est en particulier utilisé pour mesurer l'impact de messages publicitaires ou d'éléments d'emballage de produits, ou pour l'entrainement à la lecture rapide.

## Historique
Le premier tachistoscope a été initialement décrit par le physiologiste allemand A.W. Volkmann en 1859,. Il s'agissait de démontrer que l'apparence du relief dans la vision binoculaire (vision stéréoscopique) est un effet indépendant du mouvement des yeux, contrairement à hypothèse de Ernst Brücke (1819-1892).
Samuel Renshaw l'utilisa durant la Seconde Guerre mondiale dans la formation des pilotes de chasse de la Royal Air Force pour les aider à identifier les silhouettes des avions comme amis ou ennemis.